# Дом Иностранной коллегии
Дом Иностранной коллегии — памятник архитектуры. Расположен в Санкт-Петербурге, современный адрес дома — Английская набережная, 32, Галерная улица, 31.

## История
В начале XVIII века на участке располагалось два владения; к 1750-м годам их получил Б. А. Куракин, для которого М. А. Башмаков построил двухэтажный дом, лицевой фасад которого смотрел на Неву. Дом был оформлен в стиле барокко: на парапете и фронтонах стояли статуи и скульптурные группы трофеев. На Галерной улице был построен двухэтажный корпус, въезд на участок был оформлен в виде портала с колоннами.
После смерти Куракина дом купила казна и разместила в нём Иностранную коллегию (в 1802 году преобразована в Министерство иностранных дел). Д. Кваренги в 1782—1783 годах перестроил здание, переоформив его в стиле классицизма. Центр фасада был украшен восьмью колоннами ионического ордера и фронтоном.
В здании служили Д. И. Фонвизин, А. С. Грибоедов, Ф. И. Тютчев, сразу после лицея — А. С. Пушкин и В. К. Кюхельбекер.
В XIX веке проходила внутренняя перестройка, во второй половине века корпус на Галерной был надстроен.
С 1832 по 1855 год в здании располагалась Императорская военная академия, в 1855—1904 годах — Академия Генерального штаба.